# TAX1BP1
TAX1BP1‏ (Tax1 binding protein 1) هوَ بروتين يُشَفر بواسطة جين TAX1BP1 في الإنسان.